# Мадо, Митио
Митио Мадо (яп. まど・みちお, имя при рождении Митио Исида; 16 ноября 1909 года — 28 февраля 2014 года) — японский поэт, автор многочисленных стихов для детей.

## Биография
Родился в префектуре Ямагути на острове Хонсю. Когда Митио исполнилось пять лет, его родители уехали работать на Тайвань (который был оккупирован Японией до 1945 года), и следующие 5 лет он прожил с дедом. Впоследствии он переехал к родителям на Тайвань, где окончил Национальный технологический университет Тайбэя и опубликовал свои первые стихи в газете «Ayumi». После окончания университета Митио работал инженером в Департаменте водных путей и портов в аппарате генерал-губернатора Тайваня.
На формирование творчества М. Мадо большое влияние оказали японские поэты Хакусю Китахара и Дзюнъити Ёда.
В 1934 года Хакусю Китахара выбрал два стихотворения Митио Мадо для публикации в детском журнале «Кодомо но куни», а 1936 году композитор Ясухару Ямагути положил на музыку стихи Мадо «Futa atsu». Так началась его карьера детского писателя, которая была прервана второй мировой войной.
В 1943 году был призван на службу в Военно-морской флот Японии и участвовал в ряде военных кампаний. Капитуляция Японии его застала в Сингапуре. После возвращения в Японию в 1948 году Мадо работал в издательстве, издававшем журнал «Детская книга». После выхода на пенсию в 1959 году Мадо всецело посвятил себя поэзии и живописи. Его творческое наследие насчитывает более 1200 стихотворений.
До начала 1990-х годов его творчество было неизвестно за пределами Японии, но в 1992 году по инициативе императрицы Митико книга Мадо «Dōbutsutachi» («Животные») была переведена на английский язык и опубликована в Японии и США в двуязычном (японо-английском) варианте и получила широкое признание во всём мире. В 1994 году Мадо был удостоен премии имени Андерсена.
На русский язык некоторые стихи поэта в переводе Ю.Коваля опубликованы в журнале «Мурзилка» в 1994 году.

## Награды
- 1968 Премия Нома по детской литературе
- 1976 Премия ассоциации японской литературы для молодежи (日本児童文学者協会賞)[3]
- 1994 Литературная премия «Robō no ishi» (路傍の石文学賞)[4]
- 1994 Премия имени Х. К. Андерсена
- 1998 Премия Асахи.